# Nils Krok
Nils Krok, född 23 januari 1865 i Lund, död 12 mars 1928, var en svensk lärare, språkpedagog, rektor, författare och pjäsförfattare.
Krok avlade folkskollärarexamen i Lund 1884. Han var verksam som handelslärare och rektor. Som språkpedagog gav han ut en svensk språklära. Vid sidan av arbetet som lärare var han socialt engagerad och medlem av fattigvårdsstyrelsen i Helsingborg där han kom i kontakt med en ung änka, vars förhållanden var sådana att hon misslyckas med att försörja sina barn, barnen tas ifrån henne och hon hamnar på dårhus. Inspirerad av hennes öde skrev han pjäsen Ingeborg Holm under påskferien 1906 och lämnade den sedan på hösten till teaterdirektören Hjalmar Selander som uruppförde den på Helsingborgs Teater 5 november 1906. I Stockholm spelades den på Folkteatern våren 1909. Victor Sjöström kom flera gånger att turnera runt med pjäsen och även göra den till en hyllad film som av filmhistoriker brukar ses som början på den nordiska guldåldern.[källa behövs]
Nils Krok är gravsatt vid Krematoriet i Helsingborg.